# Hrušov (Košice)
Hrušov (in ungherese Körtvélyes) è un comune della Slovacchia facente parte del distretto di Rožňava, nella regione di Košice.